# Sven-Göran Eriksson
Sven-Göran Eriksson (5. února 1948, Sunne, Švédsko – 26. srpna 2024) byl švédský fotbalový trenér. Naposledy vedl mezi roky 2018 a 2019 reprezentaci Filipín.